# Frank Attar
Frank Attar ist ein französischer Politikwissenschaftler und Autor, der im Bereich der Sozialwissenschaften schrieb.

## Leben
Frank Attar schloss seine Studien an der Sciences Po und der HEC Paris ab. 
1995 erhielt er einen Doktortitel in Geschichte, nachdem er eine Dissertation unter der Leitung von François Furet an der École normale supérieure und der EHESS verteidigt hatte. Er besitzt außerdem einen Ph.D. in öffentlichem Völkerrecht von der University of Cambridge. Er war Student an der ENA in der Klasse von Simone Veil und schied 2007 aus dem öffentlichen Dienst aus.
Zwischen 2006 und 2018 lehrte Attar an der Science Po Internationales Recht, Verfassungsrecht, Geschichte der internationalen Beziehungen und allgemeine Kultur.

## Auszeichnungen
2011 erhielt Frank Attar für sein Buch Aux armes citoyens den Guizot-Preis der Académie française.

## Bibliographie
- 1792 : la Révolution française déclare la guerre à l'Europe : l'embrasement de l'Europe à la fin du xviiie siècle, Bruxelles, Complexe, coll. « La mémoire des siècles » (no 224), 1992. (ISBN 2-87027-448-3).
- Le Droit international entre ordre et chaos, Paris, Hachette, coll. « Référence », 1994. (ISBN 2-0123-5143-3)
- Dictionnaire des relations internationales de 1945 à nos jours, Paris, Seuil, 2009. (ISBN 2-2860-5404-5)
- Aux armes, citoyens ! : naissance et fonctions du bellicisme révolutionnaire, Paris, Éditions du Seuil, coll. « L'univers historique », 2010. (ISBN 978-2-02-088891-2).